# Електромот
Електромотът е първото в света електрическо превозно средство, получаващо захранването си от контактна мрежа, предшественик на съвременния тролейбус. Негов изобретател е Вернер фон Сименс, който го представя пред публика за пръв път в берлинското предградие Халензе на 29 април 1882 година.
Електромотът се движел по линия с дължина 540 m, като маршрутът започвал от железопътната гара в Халензе и минавал през „Пета улица“ (дн. Йоахим Фридрих), „Тринадесета улица“ (Йохан Георг) и „Курфюрстендам“.
Сам по себе си той бил трансформирана ландо карета, която отговаря по всички основни технически критерии на съвременния тролейбус. Двете му задни колела били независимо задвижвани от два електромотора с мощност от 2,2 kW чрез верижна предавка. Захранването им с постоянно напрежение от 550 V се осъществявало посредством гъвкав кабел и малка четириосна каретка с осем колела, движеща се по два опънати във въздуха контактни проводника.
Излиза от експлоатация на 13 юни същата година, или месец и половина след първото си пътуване.